# 薩克弗拉特 (加利福尼亞州)
薩克弗拉特（英語：Sucker Flat）是位於美國加利福尼亞州尤巴縣的一個非建制地區。該地的面積和人口皆未知。

## 地理
薩克弗拉特的座標為39°12′43″N 121°17′50″W / 39.21194°N 121.29722°W，而該地的平均海拔高度為179米（即587英尺）。